# Tulio Febres Cordero (municipalité)
Pour les articles homonymes, voir Cordero.
Tulio Febres Cordero est l'une des vingt-trois municipalités de l'État de Mérida au Venezuela. Son chef-lieu est Nueva Bolivia. En 2011, la population s'élève à 34 030 habitants.

## Étymologie
La municipalité est nommée en l'honneur de l'écrivain et historien vénézuélien Tulio Febres Cordero (1860-1938).

## Géographie

### Subdivisions
La municipalité possède trois paroisses civiles et une parroquia capital, traduite ici par « capitale » (en italiques et suivie d'une astérisque) avec, chacune à sa tête, une capitale (entre parenthèses) :
- Capitale Tulio Febres Cordero * (Nueva Bolivia) ;
- Independencia (Palmarito) ;
- María de la Concepción Palacios Blanco (Las Virtudes) ;
- Santa Apolonia (Santa Apolonia).